# 푸터 스미스

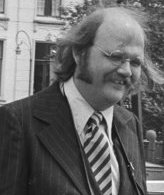

퍼터 스미스(Patrick Verne "Putter" Smith, 1941년 1월 19일 ~ )는 미국의 영화배우이다.
캘리포니아주에서 태어났다.

## 영화
- 인 더 무드 (1987년)
- 러브 다이 네이버 (1984년)
- 007 다이아몬드는 영원히 (1971년) - 미스터 키드 역